# يوشياكي أراتا
يوشياكي أراتا (باليابانية: 荒田吉明؛ بالكانا: あらた よしあき) هو فيزيائي ياباني، ولد في 22 مايو 1924 في كيوتو في اليابان، وتوفي في 5 يونيو 2018.